# Ópera de París
La Ópera de París (en francés: Opéra national de Paris) es una institución musical de Francia, sucesora de la fundada en París por Luis XIV en 1669 con el nombre de Académie royale de musique. Es una de las instituciones de su clase más antiguas de Europa.
Originalmente tenía la sala de representaciones en el Teatro del Palais-Royal, aunque ha ido cambiado de sede con el tiempo en más de una decena de ocasiones. Actualmente ocupa dos sitios:
- el palacio de la Ópera, inaugurado el 5 de enero de 1875 y conocido también como «Palais Garnier» (Palacio Garnier) u «Ópera Garnier», en honor al arquitecto que lo diseñó, Charles Garnier;
- el palacio de la Ópera de la Bastilla, inaugurado el 13 de julio de 1989, coincidiendo con los actos de celebración del bicentenario de la Revolución francesa.

## Historia de la Ópera Nacional de París

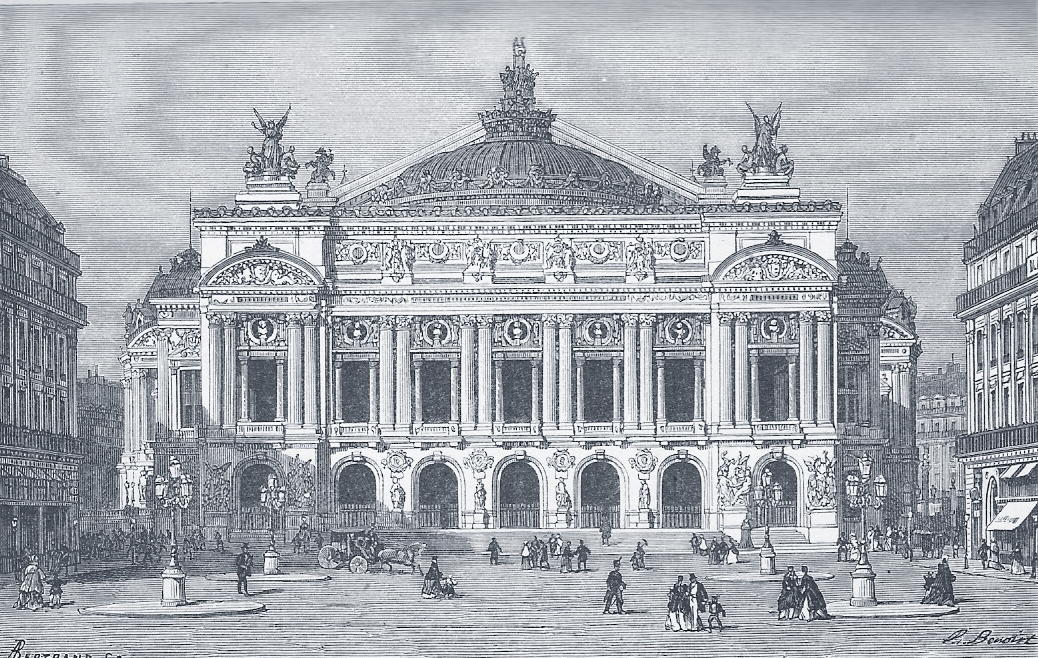
La Ópera de París en 1875. Grabado extraído de Charles Nuitter, Le nouvel Opéra (París, 1875).

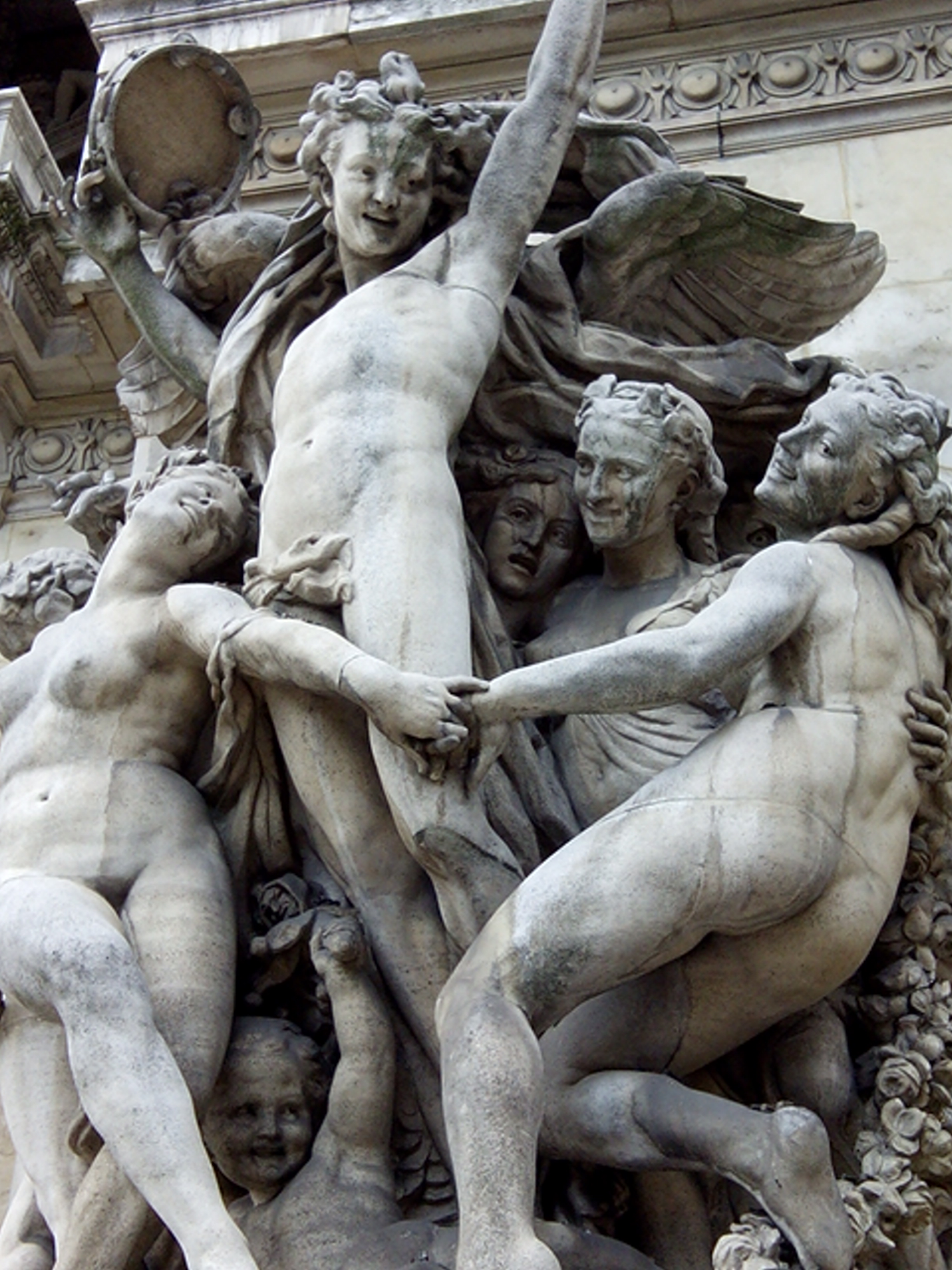
Detalle de la fachada de la Ópera de París.

Conocida inicialmente con el nombre de «Academia de ópera», la «Academia Real de Música» se fundó en 1669 por empeño de Colbert y en respuesta a la Academia real de Danza. Con la misión de difundir al público la ópera francesa, no solo en París sino también en otras ciudades del reino, uno toma la práctica de llamarlo simplemente «La Ópera». Teniendo como recursos financieros solamente las entradas de los espectadores (y no, como para la Comédie-Française o el Théâtre Italien, un subsidio real), la Ópera obtiene el privilegio de representar música con la prohibición para quien sea que haga algo semejante sin haber obtenido la autorización de los creadores. Los primeros que se beneficiaron de los privilegios fueron Pierre Perrin y Robert Cambert. Encarcelado por las deudas, este último se obliga a rendir su privilegio a Jean-Baptiste Lully en 1672, con el éxito que se conoce. Lully y sus sucesores además negociaron la transferencia del privilegio amargamente, de una parte o de forma entera, con contratistas de la provincia: Pierre Gautier compra en 1684 la autorización para abrir una academia de música en Marsella; luego las ciudades de Lyon, Ruan, Lille y Burdeos hacen alguno en los años siguientes.
La Academia Real de Música cambió trece veces de lugar de representaciones durante el siglo XVIII, hasta su transformación, con la Revolución, en el «Teatro de las Artes», que se llama hasta el día de hoy la «Ópera Nacional de París». La Ópera de París estuvo a menudo endeudada. En 1875, la institución se trasladó a la Ópera Garnier, y luego, desde 1990, también ocupa la Ópera de la Bastilla.

## Las quince salas de la Ópera de París
La tradición conserva quince salas distintas utilizadas por la Ópera de París para sus espectáculos. Esta lista no incluye más que las salas ordinarias de teatro, sin mencionar aquellas que hayan podido ser utilizadas para representaciones al exterior.
|    | Imagen | Nombre de la sala                      | Fechas     | Emplazamiento                                                                     | Historia                                                                                                 |
| 1  |        | Sala d'Issy                            | 1659       | Issy-les-Moulineaux                                                               | Demolida                                                                                                 |
| 2  |        | Sala de la Bouteille                   | 1671-1672  | Rue Mazarine                                                                      | Demolida                                                                                                 |
| 3  |        | Sala del Bel-Air                       | 1672-1673  | Rue de Vaugirard                                                                  | Demolida                                                                                                 |
| 4  |        | Teatro del Palais-Royal (primera sala) | 1673-1764  | Palais-Royal                                                                      | Destruida por un incendio en 1763                                                                        |
| 5  |        | Sala de las Tuileries                  | 1764-1770  | Palais des Tuileries                                                              | Construida en 1662 pero remodelada varias veces. Demolida con el palacio en 1873                         |
| 6  |        | Segunda sala del Palais-Royal          | 1770-1781  | Palais-Royal                                                                      | Destruida por un incendio el 8 de junio de 1781                                                          |
| 7  |        | Sala de Menus-Plaisirs                 | 1781       | Rue Bergère                                                                       | Demolida                                                                                                 |
| 8  |        | Sala de la Porte-Saint-Martin          | 1781-1794  | Boulevard Saint-Martin                                                            | Construida en 1781. Destruida por un incendio en 1871 (Comuna de París) y reconstruida en el mismo lugar |
| 9  |        | Sala de la rue de Richelieu            | 1794-1820  | Rue de Richelieu (hasta 1815, rue de la Loi). Emplazamiento de square Louvois     | Construida en 1781. Destruida por orden de las autoridades                                               |
| 10 |        | Sala de la rue Louvois                 | 1820       | Rue Louvois                                                                       | Construida en 1791. Cerrada en 1825, demolida en 1827                                                    |
| 11 |        | Sala Favart                            | 1820-1821  | Plaza Boieldieu                                                                   | Construida en 1783. Destruida en 1839 por un incendio y reconstruida en el mismo lugar                   |
| 12 |        | Sala de la rue Le Peletier             | 1821-1873  | Rue Le Peletier y rue Grange-Batelière Emplazamiento aproximado del hôtel Drouot. | Construida en 1820-1821. Destruida por un incendio en 1873                                               |
| 13 |        | Sala Ventadour                         | 1874-1875  | Rue Méhul                                                                         | Construida de 1826 a 1829. Cerrada en 1879 y transformada en banco                                       |
| 14 |        | Ópera Garnier                          | Desde 1875 | Plaza de la Ópera                                                                 | |
| 15 |        | Ópera de la Bastilla                   | Desde 1990 | Plaza de la Bastilla                                                              | |

## Los directores y los maestros («maîtres») de ballet
| Años | Denominación                                               | Directores y administradores                                      | Maîtres de ballet         |
| ---- | ---------------------------------------------------------- | ----------------------------------------------------------------- | ------------------------- |
| 1669 | Académie royale de Musique                                 | Pierre Perrin y Robert Cambert                                    | Pierre Beauchamp          |
| 1672 |                                                            | Jean-Baptiste Lully                                               |                           |
| 1687 |                                                            | Nicolas de Francine                                               | Louis Pécour              |
| 1698 |                                                            | Francine, Gaureaut y Dumont                                       |                           |
| 1704 |                                                            | Pierre Guyenet                                                    |                           |
| 1712 |                                                            | Francine y Dumont                                                 |                           |
| 1728 |                                                            | André Cardinal Destouches                                         |                           |
| 1729 |                                                            |                                                                   | Michel Blondy             |
| 1730 |                                                            | Maximilien-Claude Gruer                                           |                           |
| 1731 |                                                            | Claude Lecomte                                                    |                           |
| 1733 |                                                            | Eugène de Thuret                                                  |                           |
| 1739 |                                                            |                                                                   | Antoine Bandieri de Laval |
| 1744 |                                                            | François Berger                                                   |                           |
| 1748 |                                                            | Joseph Guénot de Tréfontaine                                      | Jean-Barthélemy Lany      |
| 1749 |                                                            | Ville de Paris                                                    |                           |
| 1753 |                                                            | François Rebel y François Francoeur                               |                           |
| 1754 |                                                            | Joseph Nicolas Pancrace Royer                                     |                           |
| 1755 |                                                            | Bontemps y Levasseur                                              |                           |
| 1757 |                                                            | Rebel y Francoeur                                                 |                           |
| 1767 |                                                            | Pierre Montan Berton y Jean-Claude Trial                          |                           |
| 1769 |                                                            | Antoine Dauvergne y Nicolas-René Joliveau                         |                           |
| 1770 |                                                            |                                                                   | Gaetano Vestris           |
| 1773 |                                                            | Rebel                                                             |                           |
| 1775 |                                                            | Pierre Montan Berton                                              |                           |
| 1776 |                                                            |                                                                   | Jean-Georges Noverre      |
| 1777 |                                                            | Anne-Pierre-Jacques Devismes                                      |                           |
| 1780 |                                                            | Pierre Montan Berton / Antoine Dauvergne y François-Joseph Gossec |                           |
| 1781 |                                                            |                                                                   | Gardel y Dauberval        |
| 1787 |                                                            | Comité de gestión                                                 | Pierre Gardel             |
| 1790 |                                                            | Commisario de la Ville                                            |                           |
| 1791 | Théâtre de l'Opéra                                         |                                                                   |                           |
| 1792 |                                                            | Francoeur y Cellerier                                             |                           |
| 1793 | Théâtre des Arts                                           |                                                                   |                           |
| 1797 | Théâtre de la République et des Arts                       | Commissaire de la Ville                                           |                           |
| 1799 |                                                            | Devismes y Joseph Balthazar Bonet de Treyches                     |                           |
| 1800 |                                                            | Devismes                                                          |                           |
| 1801 |                                                            | Cellerier                                                         |                           |
| 1802 | Théâtre de l'Opéra                                         | Etienne Morel de Chédeville                                       |                           |
| 1804 | Académie impériale de Musique                              |                                                                   |                           |
| 1807 |                                                            | Louis-Benoît Picard                                               |                           |
| 1814 | Académie royale de musique                                 |                                                                   |                           |
| 1815 | Académie impériale de musique / Académie royale de Musique |                                                                   |                           |
| 1816 |                                                            | La Ferté                                                          |                           |
| 1817 |                                                            | Louis-Luc Loiseau de Persuis                                      |                           |
| 1818 |                                                            | Régie générale                                                    |                           |
| 1819 |                                                            | Giovanni Battista Viotti                                          |                           |
| 1820 |                                                            |                                                                   | Jean-Pierre Aumer         |
| 1821 |                                                            | François-Antoine Habeneck                                         |                           |
| 1824 |                                                            | Duplantys                                                         |                           |
| 1827 |                                                            | Émile-Timothée Lubbert                                            |                           |
| 1831 |                                                            | Louis Véron                                                       | Jean Coralli              |
| 1835 |                                                            | Charles-Edmond Duponchel                                          |                           |
| 1839 |                                                            | Duponchel y Édouard Monnais                                       |                           |
| 1841 |                                                            | Duponchel y Léon Pillet                                           |                           |
| 1847 |                                                            | Duponchel y Nestor Roqueplan                                      |                           |
| 1848 | Théâtre de la Nation / Opéra-Théâtre de la Nation          |                                                                   |                           |
| 1849 |                                                            | Roqueplan                                                         |                           |
| 1850 | Académie nationale de Musique                              |                                                                   | Arthur Saint-Léon         |
| 1851 | Académie impériale de Musique                              |                                                                   |                           |
| 1852 |                                                            |                                                                   | Joseph Mazilier           |
| 1854 | Théâtre impérial de l'Opéra                                | François-Louis Crosnier                                           |                           |
| 1856 |                                                            | Alphonse Royer                                                    |                           |
| 1860 |                                                            |                                                                   | Lucien Petipa             |
| 1862 |                                                            | Émile Perrin                                                      |                           |
| 1868 |                                                            |                                                                   | Henri Justamant           |
| 1869 |                                                            |                                                                   | Louis Mérante             |
| 1870 |                                                            | Société des Artistes                                              |                           |
| 1871 | Théâtre national de l'Opéra                                | Olivier Halanzier                                                 |                           |
| 1879 |                                                            | Auguste-Emmanuel Vaucorbeil                                       |                           |
| 1884 |                                                            | Ritt                                                              |                           |
| 1888 |                                                            |                                                                   | Joseph Hansen             |
| 1892 |                                                            | Eugène Bertrand                                                   |                           |
| 1893 |                                                            | Bertrand y Pedro Gailhard                                         |                           |
| 1908 |                                                            | André Messager y Leimistin Broussan                               | Léo Staats                |
| 1911 |                                                            |                                                                   | Ivan Custine              |
| 1915 |                                                            | Jacques Rouché                                                    |                           |
| 1919 |                                                            |                                                                   | Léo Staats                |
| 1939 | Réunion des Théâtres lyriques nationaux                    |                                                                   |                           |
| 1945 |                                                            | Maurice Lehmann (RTLN) y Reynaldo Hahn (Opera teatro)             |                           |
| 1946 |                                                            | Georges Hirsch                                                    |                           |
| 1951 |                                                            | Maurice Lehmann                                                   |                           |
| 1955 |                                                            | Jacques Ibert                                                     |                           |
| 1956 |                                                            | Georges Hirsch                                                    |                           |
| 1958 |                                                            |                                                                   | George Skibine            |
| 1959 |                                                            | Julien                                                            |                           |
| 1962 |                                                            | Georges Auric                                                     |                           |
| 1965 |                                                            | Michel Descombey                                                  |                           |
| 1968 |                                                            | André Chabaud                                                     |                           |
| 1969 |                                                            | René Nicoly                                                       |                           |
| 1970 |                                                            |                                                                   | Claude Bessy              |
| 1971 |                                                            | Jean Yves Daniel-Lesur y Bernard Lefort                           | Raymond Franchetti        |
| 1973 |                                                            | Rolf Liebermann                                                   |                           |
| 1977 |                                                            |                                                                   | Violette Verdy            |
| 1980 |                                                            | Jean-Louis Martinoty                                              | Rosella Hightower         |
| 1983 |                                                            |                                                                   | Rudolf Nuréyev            |
| 1989 | Association des Théâtres de l'Opéra de Paris               | Georges-François Hirsch                                           | Patrick Dupond            |
| 1994 | Opéra national de Paris                                    |                                                                   |                           |
| 1995 |                                                            | Hugues Gall                                                       | Brigitte Lefèvre          |
| 2004 |                                                            | Gerard Mortier                                                    |                           |
| 2009 |                                                            | Nicolas Joël                                                      |                           |
| 2014 |                                                            | Stéphane Lissner                                                  | Benjamin Millepied        |
| 2016 |                                                            |                                                                   | Aurélie Dupont            |
| 2021 |                                                            | Gustavo Dudamel                                                   |                           |